# Amò Amò
Amò Amò è il trentaseiesimo album in studio del cantante italiano Mauro Nardi, pubblicato nel 2008 dalla Zeus.

## Tracce
1. Amami – 4:42 (Luna - Borrelli)
2. Amò Amò – 3:31 (Rocco - Borrelli)
3. T'accarezzavo – 3:32 (Rocco - Campana)
4. Me dato 'o core – 4:05 (G. Luna)
5. Tanto pe' parlà – 4:27 (Luna - Borrelli)
6. C'aggia fa' – 4:44 (Luna - Borrelli)
7. Non ti so dire no – 4:03 (G. Luna)
8. Quand'o dice 'na femmena – 4:09 (D'Agostino - Borrelli)
9. Comm'e' doce stu cafe' – 3:41 (G. Luna)
10. Tutte e duje – 3:34 (D'Agostino - Borrelli)